# Landesregierung und Stadtsenat Slavik
Landesregierung und Stadtsenat Slavik war die Bezeichnung für die Wiener Landesregierung und den Wiener Stadtsenat unter Bürgermeister und Landeshauptmann Felix Slavik. Die Landesregierung Slavik amtierte ab der Wahl Slaviks zum Bürgermeister am 21. Dezember 1970 und wurde am 5. Juli 1973 von der Landesregierung Gratz I abgelöst. Während der Amtsperiode kam es zu einer Veränderung in der Regierungszusammensetzung, Pius Michael Prutscher trat am 28. Jänner 1971 von seinem Amt als Stadtrat zurück und wurde am Folgetag von Otto Pelzelmayer abgelöst.

## Regierungsmitglieder
| Amt                                                                                | Name                      | Partei | Ressorts                                                          |
| ---------------------------------------------------------------------------------- | ------------------------- | ------ | ----------------------------------------------------------------- |
| Landeshauptmann Bürgermeister                                                      | Felix Slavik              | SPÖ    |                                                                   |
| 1. Landeshauptmann-Stellvertreter 1. Vizebürgermeister Amtsführender Stadtrat      | Johann Bock               | SPÖ    | Personalangelegenheiten, Verwaltungs- und Betriebsreform          |
| 2. Landeshauptmann-Stellvertreterin 2. Vizebürgermeisterin Amtsführende Stadträtin | Gertrude Fröhlich-Sandner | SPÖ    | Kultur, Schulverwaltung und Sport                                 |
| Amtsführender Stadtrat                                                             | Fritz Hofmann             | SPÖ    | Planung                                                           |
| Amtsführender Stadtrat                                                             | Kurt Heller               | SPÖ    | Tiefbau                                                           |
| Amtsführender Stadtrat                                                             | Alfred Hintschig          | SPÖ    | Liegenschafts- und Zivilrechtswesen, verschiedene Angelegenheiten |
| Amtsführende Stadträtin                                                            | Maria Jacobi              | SPÖ    | Wohlfahrtswesen                                                   |
| Amtsführender Stadtrat                                                             | Franz Nekula              | SPÖ    | Städtische Unternehmungen                                         |
| Amtsführende Stadtrat                                                              | Hubert Pfoch              | SPÖ    | Hochbau                                                           |
| Amtsführende Stadtrat                                                              | Otto Schweda              | SPÖ    | Finanzwesen                                                       |
| Amtsführender Stadtrat                                                             | Reinhold Suttner          | SPÖ    | Wohnungswesen                                                     |
| Amtsführender Stadtrat                                                             | Otto Glück                | ÖVP    | Gesundheitswesen                                                  |
| Amtsführender Stadtrat                                                             | Hannes Krasser            | ÖVP    | Verschiedene Rechtsangelegenheiten                                |
| Amtsführender Stadtrat                                                             | Otto Pelzelmayer          | ÖVP    | Wirtschaftsangelegenheiten                                        |
| Amtsführende Stadträtin                                                            | Maria Schaumayer          | ÖVP    | Baubehördliche und sonstige technische Angelegenheiten            |
| Vorzeitig ausgeschiedene Mitglieder der Landesregierung                            |                           |        |                                                                   |
| Amtsführender Stadtrat                                                             | Pius Michael Prutscher    | ÖVP    | Wirtschaftsangelegenheiten                                        |